# مزه (فیزیک ذره‌ای)
|                |  |  |
|                |  |  |
| شش مزهٔ لپتون‌ها |  |  |

مزه یا چاشنی؛ در اشاره به گونه‌های یک ذرهٔ بنیادی، (به انگلیسی: flavour or flavor) در فیزیک کوانتومی است. روایت کنونی مدل استاندارد، کوارک‌ها و لپتون‌ها را، هرکدام دارای شش مزهٔ متفاوت می‌داند و برای هرکدام از این مزه‌ها؛ به رسم معمول و همیشگی؛ که شماره گذاری همهٔ ذره‌های بنیادی حتی کامپوزیت‌ها است، یک عدد کوانتومی ویژهٔ مزه اختصاص داده شده‌است. در مورد هادرون‌ها این شماره‌های کوانتومی به تعداد کوارک تشکیل دهندهٔ هر یک از مزه‌ها بستگی دارد.

## ذرات بنیادی خود ابدی نیستند
بر خلاف مکانیک کلاسیک، که در آن نیروها فقط اندازهٔ حرکت ذره یا جرم را دگرگون می‌کنند، در فیزیک کوانتومی، نیروی ضعیف می‌تواند ماهیت وجودی یک ذره، حتی یک ذرهٔ بنیادی را دیگر کند؛ بنابراین ذرات بنیادی ابدی نیستند، از یک کوارک می‌توان کوارک دیگری با جرم‌های مختلف و بار الکتریکی متفاوتی ساخت، و برای لپتون‌ها هم به همین گونه دگرگونی‌ها امکان‌پذیر است. از دیدگاه مکانیک کوانتومی، تغییر مزهٔ یک ذره توسط نیروی ضعیف در اصل هیچ تفاوتی با تغییر مسیر چرخش آن از طریق تعامل الکترومغناطیسی ندارد، و باید با عدد کوانتومی نیز توصیف شود. به‌طور خاص، حالت کوانتومی مزه ممکن است تحت تأثیر برهم‌نهی کوانتومی قرار گیرد.
در فیزیک اتمی عدد کوانتومی اصلی یک الکترون نمایانگر آن لایه الکترونی است که آن الکترون در آن قرار دارد و تراز انرژی همهٔ اتم را در آنجا تعیین کرده‌است. به همین گونه، پنج عدد کوانتومی مزهٔ یک کوارک مشخص می‌کنند که کدام یک از شش مزه (u, d, s, c, b, t) را آن کوارک داراست، و زمانی که این کوارک‌ها در هم آمیخته شوند نتیجهٔ آن باریون‌ها و مزون‌های متفاوتی با جرم‌ها، بارهای الکتریکی، و حالت‌های فروپاشی متفاوت خواهد بود.
اگر دو یا چند ذره دارای تعاملات یکسان باشند، آن‌ها ممکن است بدون تأثیرگذاری فیزیکی مبادله شوند. هر ترکیب خطی (مختلط) از این دو ذره، تا زمانی که این دو ذره (متعامد) یا برهم عمود باشند بین آن‌ها تأثیرگذاری فیزیکی مبادله نمی‌شود.
در کرومودینامیک کوانتومی، مزه یک تقارن کروی است. از سوی دیگر، در برهمکنش الکتروضعیف این تقارن شکسته‌است و پروسهٔ دگرگون شدن مزه حضور دارد، مانند نوسانات نوترینو و واپاشی کوارک.